# Центробежный сепаратор
Центробежный сепаратор — промышленное оборудование, предназначенное для разделения потока, использующее центробежный способ разделения. Центробежные сепараторы относятся к классу устройств (оборудования) — сепараторов, использующих закрученный поток для разделения многокомпонентных систем. Особенностью таких устройств является высокое качество сепарации (разделения).
К центробежным сепаратором относятся:
- центробежные газожидкостные сепараторы, предназначенные для разделения газожидкостного потока и очистки газового (воздушного) потока от капельной влаги и механических примесей. Особенностью таких устройств является отсутствие движущихся и вращающихся частей и элементов, а также малые габаритные размеры и весовые параметры.

Центробежная очистка газа (воздуха) относится к способам очистки газа, основанным на инерционном осаждении влаги и (или) взвешенных частиц за счет создания в поле движения газового потока и взвеси центробежной силы. Центробежный способ очистки газа относится к инерционным способам очистки газа (воздуха).

## Принцип действия
Газовый (воздушный) поток направляется в центробежный пылеуловитель в котором, за счёт изменения направления движения газа (воздуха) с влагой и взвешенными частицами, как правило по спирали, происходит очистка газа. Плотность взвеси в несколько раз больше плотности газа (воздуха) и она продолжает двигаться по инерции в прежнем направлении и отделяется от газа (воздуха). За счёт движения газа по спирали создается центробежная сила, которая во много раз превосходит силу тяжести.

## Эффективность
Осаждается сравнительно мелкая пыль, с размером частиц 10 — 20 мкм.